# Havana Moon
Havana Moon je peti solo studijski album Carlosa Santane, ki je izšel leta 1983. Album vsebuje priredbe skladb Boja Diddleyja in Chucka Berryja, na albumu pa so sodelovali tudi Booker T & the MGs, Willie Nelson in The Fabulous Thunderbirds ter Carlosov oče, Jose, ki je zapel skladbo »Vereda Tropical«, skladbo, ki jo je Carlos prvič slišal, ko jo je Jose zapel njegovi mami kot podoknico.

## Sprejem
J. D. Considine, ki piše za revijo Rolling Stone je za Tex-Mex music zvrst, ki jo vsebuje album dejal, da Carlosu pristaja, ter da je bila skupina The Fabulous Thunderbirds idealen sodelavec pri tem projektu. Posebno je pohvalil skladbi »Who Do you Love« in »Havana Moon«, zaradi dodanih elementov Tex-Mex glasbe k elementom izvornega posnetka. Kljub tem, je dejal, da je gostovanje drugih stilov na šestih skladbah, ki jih ni posnela skupina The Fabulous Thunderbirds, malce zmedeno, kot »da Carlos Santana ni prepričan, kaj sploh želi«.

## Seznam skladb
| Stran 1 | Stran 1            | Stran 1                         | Stran 1 |
| Št.     | Naslov             | Pisec                           | Dolžina |
| ------- | ------------------ | ------------------------------- | ------- |
| 1.      | „Watch Your Step‟  | Phil Belmonte, Bobby Parker     | 4:01    |
| 2.      | „Lightnin'‟        | Booker T. Jones, Carlos Santana | 3:51    |
| 3.      | „Who Do You Love?‟ | Ellas McDaniel                  | 2:55    |
| 4.      | „Mudbone‟          | Santana                         | 5:51    |
| 5.      | „One with You‟     | Jones                           | 5:14    |

| Stran 2 | Stran 2                   | Stran 2                                          | Stran 2 |
| Št.     | Naslov                    | Pisec                                            | Dolžina |
| ------- | ------------------------- | ------------------------------------------------ | ------- |
| 1.      | „Ecuador‟                 | Santana                                          | 1:10    |
| 2.      | „Tales of Kilimanjaro‟    | Alan Pasqua, Armando Peraza, Raul Rekow, Santana | 4:50    |
| 3.      | „Havana Moon‟             | Chuck Berry                                      | 4:09    |
| 4.      | „Daughter of the Night‟   | Hasse Huss, Mikael Rickfors                      | 4:18    |
| 5.      | „They All Went to Mexico‟ | Greg Brown                                       | 4:47    |
| 6.      | „Vereda Tropical‟         | Gonzalo Curiel                                   | 4:57    |

## Glasbeniki
- Roberto Moreno – vokali
- Willie Nelson – vokali
- Greg Walker – vokali
- Candelario Lopez – vokali
- Carlos Santana – kitara, tolkala, spremljevalni vokali
- Jose Santana – violina, vokali
- Chris Solberg – klaviature, kitara, vokali
- Jimmie Vaughan – kitara
- Booker T. Jones – klaviature, spremljevalni vokali
- Richard Baker – klaviature
- Barry Beckett – klaviature
- Alan Pasqua – klaviature, vokali
- Flaco Jiménez – harmonika
- Orestes Vilató – flavta, tolkala, timbales, spremljevalni vokali
- Kim Wilson – orglice, spremljevalni vokali
- Greg Adams – godala, rog
- Jose Salcedo – trombon, trobenta
- Oscar Chavez – trombon, trobenta
- Mic Gillette – trobenta, rog
- Lanette Stevens – rog
- Emilio Castillo – rog, spremljevalni vokali
- Marc Russo – rog
- Tramaine Hawkins – rog
- Stephen Kupka – rog
- Gabriel Arias – violina
- Francisco Coronado – violina
- Raymundo Coronado – violina
- Keith Ferguson – bas
- Luis Gonsalez – bas
- David Hood – bas
- David Margen – bas, tolkala
- Fran Christina – bobni
- Armando Peraza – tolkala, bongos, vokali
- Graham Lear – tolkala, bobni
- Raul Rékow – tolkala, konge, vokali
- Alex Ligertwood – tolkala, vokali
- Cherline Hall – spremljevalni vokali